# Grup Coma I
Coma I (també anomenat Grup NGC 4414 o Grup M64) és un grup de galàxies dispers que rep aquest nom per estar molts dels seus membres a la constel·lació de la Cabellera de Berenice.
S'hi troba a només 5 milions de parsecs de la galàxia el·líptica M87, el membre central del cúmul de la Verge, i sembla estar sent atret per la gravetat d'aquest per acabar fusionant-se els dos en un futur llunyà.
Membres notables d'aquesta agrupació:
- NGC 4274
- NGC 4278
- NGC 4314
- NGC 4414
- NGC 4448
- NGC 4559
- NGC 4565
- NGC 4631
- NGC 4656
- NGC 4725
- M64

Coma I no s'ha de confondre amb el molt més distant cúmul de Coma, ni per descomptat amb el Cúmul estel·lar de Coma (Melotte 111).